# جامعة تروي
جامعة تروي (بالإنجليزية: Troy University)‏ هي جامعة عامة تقع في تروي، ألاباما بالولايات المتحدة. تأسست في عام 1887 باسم مدرسة تروي. عدد الملتحقين بها في الحرم الجامعي الرئيسي هو 7194 طالب وطالبة. العدد الإجمالي لجميع فروع جامعة تروي هو 29689.

## تاريخها
جامعة تروي هي جامعة عامة والحرم الجامعي الرئيسي يقع في تروي بولاية ألاباما. تأسست المدرسة على أنها طبيعية في عام 1887 في مهمة تهدف إلى تثقيف وتدريب المعلمين الجدد. وقد تطورت المدرسة منذ ذلك الحين إلى جامعة للدولة، وتقع في أربعة مواقع في مختلف أنحاء ولاية ألاباما : تروي، مونتغمري، وفينيكس ومدينة دوثان. وتمتلك الجامعة أيضا أكثر من 60 موقعا تقع في ولايات الولايات المتحدة في 17 و 11 مدينة. تروي لديها برنامج كبير للتعلم عن بعد التي تقدم الدورات بالتعاون مع القوات المسلحة للولايات المتحدة. يبدأ الاتحاق بالحرم الرئيسي اعتبارا من خريف عام 2010 هو 7194 طالب وطالبة. [4] والحرم نفسه يتكون من 36 مبنى رئيسي على 650 فدان، بالإضافة إلى مشتل جامعة تروي.